# Nataša Krsmanović
Nataša Krsmanović (Užice, 19. jun 1985) је srpska odbojkašica, član odbojkaške reprezentacije Srbije. Igra na poziciji srednjeg blokera. Svoje prve odbojkaške korake načinila je u užičkom klubu Jedinstvo. Trenutno igra za klub Rabita Baku iz Azerbejdžanа.
Najveće uspehe je postigla kao član reprezentacije na Svetskom prvenstvu 2006. bronzana medalja i Evropskom prvenstvu 2007. srebrna medalja kao i Evropsko prvenstvo 2011. kada su Srbija i Italija bile domaćini i tada je s reprezentacijom osvojila zlato.

## Spoljašnje veze
- ossrb.org,
- FIVB Pofil,